# 拟松螺属
拟松螺属（學名：Trimusculus），又名
小松螺属（學名：Gadinia），是一種中型的會呼吸空氣的海螺的屬，也是一般俗稱作「假笠螺」的海洋真有肺類腹足綱軟體動物，舊屬基眼目 （Basommatophora）。
本屬原是拟松螺科（學名：Trimusculidae）的唯一一個屬:227；而拟松螺科又名小松螺科（Gadiniidae），也是拟松螺总科（Trimusculoidea）的唯一一個科。2016年，Romero等人發表的一個研究發現，令到拟松螺科被降格成為耳螺科之下的拟松螺亚科，還多包括了Smeagol Climo, 1980這個屬。不過到了2017年《布歇特等人的腹足類分類》正式刊行時，拟松螺亚科又回復到拟松螺科的地位，但改屬耳螺總科。
儘管過往同屬松螺總科，但其實擬松螺科跟耳螺科物種都與松螺科沒多大關係，所以才獨立出來成為耳螺總科；而松螺總科現時也獨立出去成為松螺目的唯一成員。。

## 型態描述
由於本屬物種圓圓又白又細小的外型（特別是Trimusculus reticulatus），在東太平洋外號叫「鈕扣螺」。

## 物種
拟松螺属包括下列各物種：
- Trimusculus afer (Gmelin, 1791)[13]
- Trimusculus carinatus (Dall, 1870)[14]
- Trimusculus conicus (Angas, 1867)[15] - synonym: Gadinalea conica (Angas, 1867)
- Trimusculus costatus (Krauss, 1848)[16]
- Trimusculus escondidus Poppe & Groh, 2009[17]
- Trimusculus goesi (Hubendick, 1946)[18]
- 黑田拟松螺 Trimusculus kurodai Habe, 1958[19]
- Trimusculus mammillaris (Linnaeus, 1758)[20]
- Trimusculus mauritianus (Martens, 1880)[21]
- Trimusculus niveus (Hutton, 1883)[22] - synonym: Gadinalea nivea Hutton, 1883
- Trimusculus odhneri (Hubendick, 1946)[23]
- 秘魯擬松螺 Trimusculus peruvianus {{|(Sowerby II, 1835)}}[24]
- Trimusculus reticulatus (Sowerby II, 1835)[25]
- Trimusculus stellatus (Sowerby II, 1835)[26]
- Trimusculus yamamotoi Habe, 1958[27]

## 外部連結
- 維基物種上的相關：拟松螺属